# CD Guadalajara (Spanien)
Der Club Deportivo Guadalajara, kurz CD Guadalajara oder Deportivo Guadalajara, ist ein spanischer Fußballverein aus Guadalajara in der autonomen Gemeinschaft Kastilien-La Mancha. Der Verein wurde 1947 gegründet und trägt seine Heimspiele im Estadio Pedro Escartín (auch: Campo de fútbol municipal Pedro Escartín) aus, wo 5.000 Zuschauer Platz finden.

## Geschichte
CD Guadalajara wurde am 30. Januar 1947 gegründet und spielte in den Regionalligen von Kastilien-La Mancha. Nach zwei Jahren erfolgte der Aufstieg in die Tercera División, welche zu dieser Zeit noch die dritthöchste Spielklasse in Spanien war. Zwischen den 1960er und 1980er Jahren wurde der CD Guadalajara zur Fahrstuhlmannschaft und pendelte lange zwischen den Regionalligen und der Tercera División, welche ab der Saison 1977/78 durch die Gründung der Segunda División B zur vierten Liga wurde. Ab der Saison 1983/84 konnte man sich in der Tercera División etablieren und verblieb dort bis 2007. Dann erfolgte als Tabellenzweiter der Gruppe 18 der Aufstieg in die Segunda División B, nachdem man im Finale der Playoffs gegen die B-Mannschaft von UD Las Palmas gewinnen konnte. Seitdem konnte man in der Segunda División B verbleiben und erreichte in der Saison 2009/10 als Tabellendritter erstmals die Relegationsrunde zur Segunda División, scheiterte dort aber in der ersten Runde am FC Ontinyent. Ein Jahr später erreichte der Verein erneut die Relegationsrunde und machte den Aufstieg perfekt. Damit spielte CD Guadalajara in der Saison 2011/12 erstmals in der Vereinsgeschichte in der Segunda División. In der  Saison 2012/13 folgte trotz des sportlichen Klassenerhalts der Zwangsabstieg in die Segunda División B, da der Verein der Forderung des spanischen Fußballverbandes hinsichtlich einer Umwandlung in eine Sociedad Anónima Deportiva nicht nachgekommen war.